# Yes I Am
Yes I Am è il quarto album discografico in studio della cantautrice statunitense Melissa Etheridge, pubblicato nel 1993.

## Tracce
1. I'm the Only One – 4:54
2. If I Wanted To – 3:55
3. Come to My Window – 3:55
4. Silent Legacy – 5:22
5. I Will Never Be the Same – 4:41
6. All American Girl – 4:05
7. Yes I Am – 4:24
8. Resist – 2:57
9. Ruins – 4:53
10. Talking to My Angel – 4:48